# Brayssou
Le Brayssou (en occitan Braisson) est une  rivière du sud de la France c'est un affluent du Dropt donc un sous-affluent de la Garonne.

## Géographie
De 13,7 km de longueur, le Brayssou est une rivière qui prend sa source sur la commune de Rampieux en Dordogne et se jette dans le Dropt en rive droite sur la commune de Rives en Lot-et-Garonne.

### Départements et communes traversés
- Lot-et-Garonne : Rives, Rayet, Tourliac, Parranquet.
- Dordogne : Rampieux, Saint-Cassien, Lolme.

### Principaux affluents
- Ruisseau des Carbonnières : 2 km
- Ruisseau de Ribatol : 2,3 km
- La Ganne : 5,4 km
- Ruisseau de Pont Traucat : 2,8 km

### Organisme gestionnaire
Le bassin du Brayssou est couvert par le schéma d'aménagement et de gestion des eaux (SAGE) « Dropt ». Ce document de planification , dont le territoire correspond au bassin versant du Dropt, d'une superficie de 1 522 km2, a été approuvé le 13 janvier 2022. La structure porteuse de l'élaboration et de la mise en œuvre est le syndicat mixte EPIDROPT.